# 无距虾脊兰
无距虾脊兰（学名：Calanthe tsoongiana），为兰科虾脊兰属下的一个植物变种。